# 肉体の悪魔 (ラディゲ)
『肉体の悪魔』（にくたいのあくま、Le Diable au corps ）は、フランスの作家・レーモン・ラディゲ（Raymond Radiguet）の長編小説。原題は『魔に憑かれて』。ラディゲが16歳から18歳の時に執筆された作品とされ、第一次世界大戦を背景に、放縦と無為に陥った少年と、出征中の夫がいる人妻との恋愛悲劇が冷徹で聡明な洞察力で描かれている。1923年に出版されたこの作品は、ラディゲの処女小説で代表作でもある。ベストセラーとなり、映画化もされている。

## 登場人物
- 僕：語り手。15歳の学生。
- マルト：年上の女性。
- ジャック：マルトの婚約者、後に夫。

## あらすじ
1917年、第一次世界大戦の最中、「僕」は年上の女性マルトと恋に落ちた。マルトには出征中のジャックという婚約者がいて、間もなく2人は結婚したが、その時にはマルトのジャックに対する愛は冷めていた。夫が前線で戦っている間、「僕」とマルトは毎晩のように愛し合った。そんなある日、マルトが「僕」に妊娠したことを打ち明けた。

## 分析と解説
ラディゲの処女作であるが、出版の年の1923年末に彼は死んだ。ラディゲは登場人物も事件もすべてフィクションで自叙伝的小説ではないと「私の処女小説」（『ヌーヴェル・リテレール』1923年3月号掲載）という短文内で述べたが、自らの体験から生まれたものであることは否定せず、客観的に見ても自伝的要素が含まれていることは疑いの余地はないものである。
その明晰かつ分析的正確さの点で、スタンダールやラファイエット夫人らの小説と比較される。

## 主な日本語訳版
- 波達夫訳 『肉体の悪魔』（アルス、1930年5月）
- 小牧近江訳 『肉体の悪魔』（改造社、1937年）
- 重信常善訳 『肉体の悪魔』（創芸社、1953年）
- 江口清訳『レーモン・ラディゲ全集』（全1巻、中央公論社、1953年／定本 東京創元社、1976年12月）
- 新庄嘉章訳『肉体の悪魔』（新潮文庫、1954年12月。改版1967年4月、1998年1月、再改版・2004年8月）
- 中条省平訳『肉体の悪魔』（光文社古典新訳文庫、2008年1月）

## 映画化
- 『肉体の悪魔』（フランス映画：Le Diable au corps ） 116分。
  - 1947年9月12日（フランス）
  - 監督：クロード・オータン＝ララ。主演：ミシュリーヌ・プレール、ジェラール・フィリップ

- 『肉体の悪魔』（日活）88分。
  - 1977年（昭和52年）10月29日
  - 監督：西村昭五郎。出演：野平ゆき、水城ゆう、中島葵、日夏たより、伊藤幸雄、林ゆたか、坂本長利
  - ※ にっかつロマンポルノの一作。
- 『肉体の悪魔』（オーストラリア映画：Devil in the Flesh ） 103分。
  - 1985年
  - 監督：スコット・マレー。出演：カティア・キャバレロ、キース・スミス、ジョン・モリス
  - ※ 舞台を第二次世界大戦中のオーストラリアに移している。
- 『肉体の悪魔』（イタリア・フランス合作映画：Il Diavolo in Corpo） 115分。
  - 1986年公開。
  - 監督：マルコ・ベロッキオ。出演：マルーシュカ・デートメルス、フェデリコ・ピッツァリス、アニータ・ラウレンツィ